# Jurinia rufipalpis
Jurinia rufipalpis är en tvåvingeart som beskrevs av Macquart 1843. Jurinia rufipalpis ingår i släktet Jurinia och familjen parasitflugor.
Artens utbredningsområde är Guyana. Inga underarter finns listade i Catalogue of Life.